# Pi1 Orionis
Pi1 Orionis (π1 Ori / 7 Orionis / HD 31295) es una estrella en la constelación de Orión. Comparte la denominación de Bayer Pi Orionis con otras cinco estrellas, siendo, con magnitud aparente +4,66, la menos brillante entre ellas. Se encuentra a 121 años luz de distancia del sistema solar.
Pi1 Orionis es una estrella blanca de la secuencia principal de tipo espectral A0V. Su temperatura superficial es de 8651 K —aunque otros autores señalan una temperatura 850 K más alta— y es 26 veces más luminosa que el Sol.
Al igual que otras estrellas similares, Pi1 Orionis rota muy deprisa, siendo su velocidad de rotación igual o superior a 120 km/s, 60 veces mayor que la del Sol.
Su diámetro es 2,7 veces más grande que el de nuestra estrella.
Con una masa de casi 3 masas solares, Pi1 Orionis parece ser una joven estrella de sólo 10 millones de años de edad.
Posee una metalicidad muy baja, suponiendo esta menos del 20% de la que tiene el Sol. 
Exhibe un exceso en el infrarrojo a 20 y 70 μm, sugiriendo la presencia de un disco circunestelar de polvo a su alrededor; Vega (α Lyrae), Fomalhaut (α Piscis Austrini) y Denébola (β Leonis) son estrellas análogas que también se hallan rodeadas por un disco de similares características.
Una estrella de magnitud +12,7, visualmente a 39 segundos de arco de Pi1 Orionis, puede estar físicamente relacionada con ella.